# Midway Campaign
Midway Campaign  est un jeu vidéo de type wargame développé et publié par Avalon Hill à partir de 1980 sur Apple II, Commodore PET et TRS-80 puis porté sur Atari 8-bit, Commodore 64, Commodore VIC-20 et IBM PC. Le jeu se déroule pendant la Seconde Guerre mondiale et simule la bataille de Midway. Le jeu se déroule sur une grille de 12x12 cases, représentant l’île de Midway et l’océan pacifique qui l’entoure, et en dehors de celle-ci, il ne propose pas de graphisme. Le joueur commande les forces américaines et affronte l’ordinateur qui contrôle la marine japonaise.

## Système de jeu
Midway Campaign est un wargame qui simule la bataille de Midway qui oppose l’empire du Japon et les États-Unis dans l’océan Pacifique en juin 1942, pendant la Seconde Guerre mondiale. Le joueur commande les Task Force 16 et 17 de l’United States Navy, constituées autour des porte-avions Enterprise, Hornet et Yorktown. Il contrôle également les forces aériennes pouvant décollées des îles Midway. De son côté, l’ordinateur contrôle les quatre porte-avions de la flotte japonaise. Le jeu se déroule sur une grille de 12x12 cases. Sur celle-ci, la base américaine de Midway est représentée par la lettre M et les deux Task Forces par les chiffres 6 et 7. Lorsque les porte-avions ennemis sont repérés, ces derniers sont également représentés par des chiffres. Chaque porte-avions américains dispose de trois types d’avions : les bombardiers Grumman TBF Avenger et Douglas SBD Dauntless et les avions de chasse Grumman F4F Wildcat chargés de les protégé. De leur côté, les japonais disposent notamment des bombardiers Nakajima B5N et des chasseurs Mitsubishi A6M. Ces avions peuvent être transférés entre le compartiment de stockage et le pont d’envol, avant d’être armés et lancés. Une fois en vol, les avions peuvent être assigné à des patrouilles aériennes ou être envoyés affronter les avions japonais. Outre les avions, le joueur peut contrôler ses Task Force pour lesquels il peut décider de la direction à prendre.

## Développement et publication
Midway Campaign est programmé en BASIC par la division jeu vidéo d’Avalon Hill. Avec les jeux B-1 Nuclear Bomber, North Atlantic Convoy Raider, Nukewar et Planet Miners, il fait partie des premiers jeux sur ordinateurs lancés par l’éditeur, jusque-là principalement connu pour ses jeux de plateau et ses wargames. Il est initialement publié sur Apple II, Commodore PET et TRS-80 pendant l’été 1980. Il est ensuite porté sur Atari 8-bit, Commodore 64, Commodore VIC-20 et IBM PC.

## Accueil
À sa sortie en 1980, Midway Campaign est sévèrement critiqué par le journaliste Dale Archibald du magazine Creative Computing qui explique que comme les autres jeux publiés par Avalon Hill à cette époque, il ferait peut-être un jeu de plateau acceptable mais qu’en tant que jeu sur ordinateur, il se révèle très décevant. Il estime en effet qu’il ne tire pas avantage des capacités des ordinateurs autrement que pour gérer les différents paramètres du jeu et que pour émettre quelques effets sonores insignifiants. Il déplore en particulier son absence totale de graphismes, en rappelant que les éléments du jeu sont uniquement représentés par des lettres, avant de conclure que le jeu n’a aucun intérêt. Le journaliste Glenn Mai du magazine The Space Gamer est plus enthousiaste et estime au contraire qu’il constitue un « très bon jeu » et une simulation « réaliste et flexible » malgré des combats un peu « ennuyeux » et l’impossibilité de scindés les groupes de navires ou d’assigner des cibles précises à l’aviation. Le journaliste Les Cowan de PC Magazine est également moins sévère concernant la version PC du jeu. Il estime en effet qu’il s’agit d’un jeu « agréable » et « facile à prendre en main » qui parvient à créer suffisamment de suspense pour rester intéressant malgré l’absence totale de graphismes.